# Clas Ohlson (företagare)

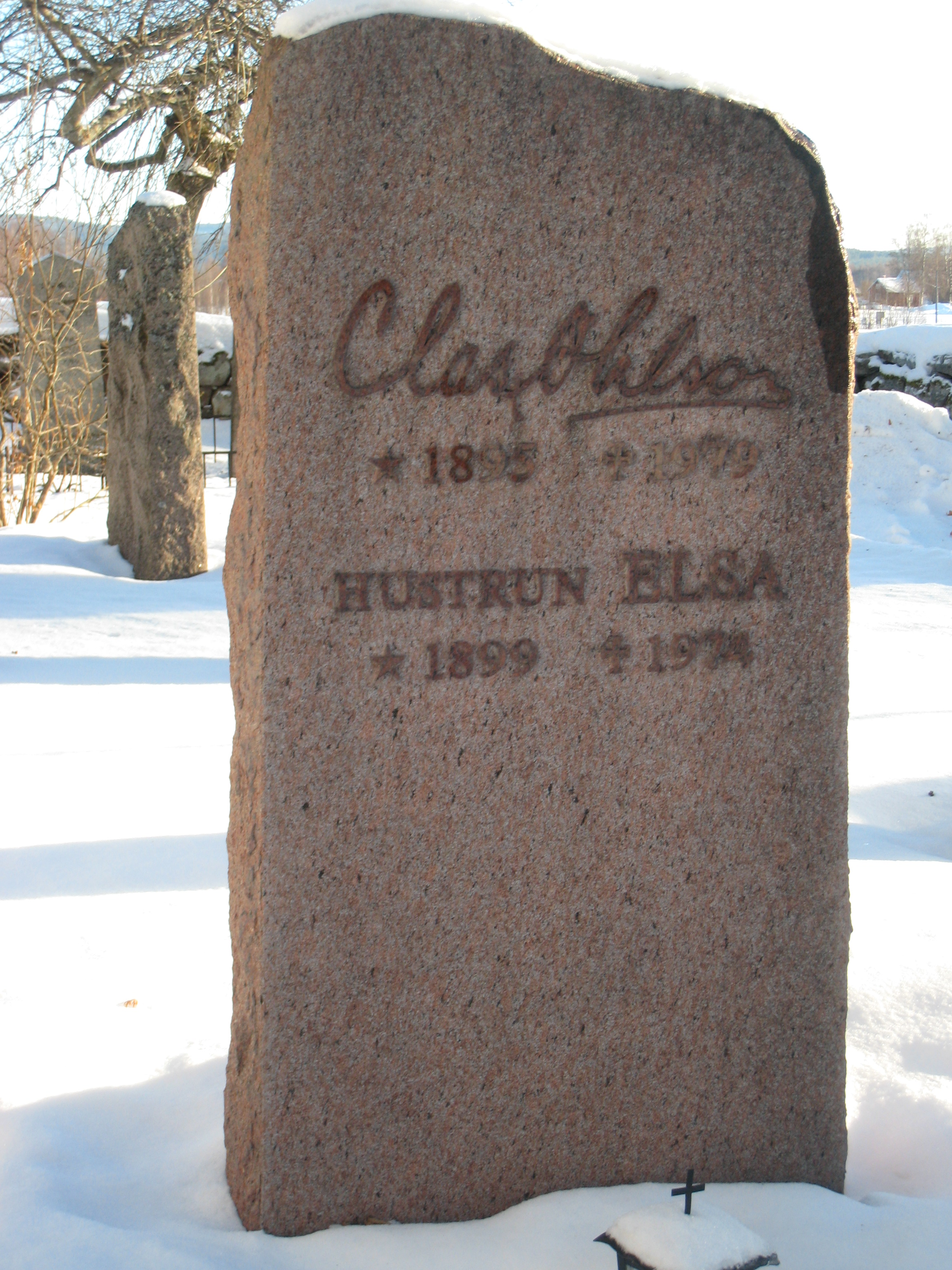
Företagarna Elsa och Clas Ohlsons gravsten vid Åls kyrka i Insjön i Dalarna.

Clas Ohlson, folkbokförd Långbergs Clas Ohlsson, född 14 september 1895 i Aspeboda församling, Kopparbergs län, död 26 februari 1979 i Åls församling, Kopparbergs län, var en svensk företagsgrundare och konstruktör från Insjön i Leksands kommun.

## Biografi och karriär
Clas Ohlson var son till hemmansägaren på Rolandsgården i byn Sätra, Åls församling, lagerchefen Långbergs Olof Andersson och Britta Andersdotter. Föräldrarna var 1894-1897 då Clas föddes skrivna vid gårdens fäbodar i Skog, Aspeboda socken. Samma år som han började skolan 1902 blev han springpojke för Åhlén & Holm samtidigt som fadern anställdes vid företaget. Långbergs Olof arbetade först med ramsnickerier och blev senare lagerchef. Sedan företaget 1915 flyttat till Stockholm började han arbetspendla mellan Stockholm och Sätra. Under faderns tid i Stockholm hade Clas Ohlson en tid sommarjobb i Stockholm men han trivdes inte och valde därefter att stanna i Åhl. Från 1911 hade han hjälpt sin äldre bror Arvid i den cykelverkstad han startat vid gården, och sedan Arvid 1914 omkommit under sin militärtjänstgöring övertog Clas Ohlson verksamheten. Han döpte verkstaden till Spax kammare efter gårdsnamnet på den familj som tidigare brukat huset. Här började han även experimentera med olika uppfinningar. 1918 flyttade han cykelverkstaden till en källarlokal på Holen, samtidigt som han blev kollega med halvbrodern Emil Pettersson (1885–1945), som var typograf och 1901-1906 och 1909-1918 arbetat för Åhlén & Holm.
De båda bröderna beslutade sig starta den ovanliga kombinationen cykelverkstad och tryckeri, och 27 juli 1918 registrerades företaget Clas Ohlsson & Co. Den ovanliga kombinationen av verksamheter ledde dock till konflikter mellan bröderna, och redan efter några månader gick de skilda vägar och brodern registrerade i stället firman Insjöns Accidenstryckeri. & Co som syftat på brodern fick dock bli kvar. Deras samarbete kom också senare att fortsätta, och hösten 1918 då Clas Ohlson för att klara den svåra konjunkturen började ägna vinterhalvåret åt att sälja tekniska handböcker på postorder fick brodern tryckeriuppdraget. Postorderverksamheten drevs från Spax kammare medan Clas Ohlson fortsatte driva cykelverkstaden om somrarna. 1921 hade postorderverksamheten expanderat så pass att han kunde sälja cykelverkstaden och helt satsa på sin postorderförsäljning, och kunde samtidigt hyra in sig i en större lokal vid Insjöns station. 1925 kunde man flytta in i egna nybyggd kontorslokaler vid järnvägen, och från 1926 öppnade man även sin första butik för handel över disk i lokalerna. 1930 hade rörelsen i det nybyggda huset vuxit så pass att Clas Ohlsons privatbostad på övre våningen kom att behöva tas i anspråk för firman, och han lät uppföra en ny bostad på gårdsplanen bredvid firman. En flygel byggdes till på affärsfastigheten 1942 och ytterligare en 1956, och 1965-1966 skedde ytterligare en omfattande tillbyggnad. En ny modern fastighet med butik, lager och kontor uppfördes 1971-1972 för att ersätta den gamla.
Senare öppnade företaget butiker i Sverige och flera länder. I 60 år, fram till sin död 1979, engagerade sig Clas Ohlson dagligen i sitt företag och livsverk.

## Privatliv
Han gifte sig 1918 med Elsa Springfeldt (1899–1974) och fick två barn, Mary Haid (1919-2014) och Tore Ohlson (1920–1999). Den senare tog över efter fadern och var VD fram till 1983. Därefter har VD:n rekryterats utanför familjekretsen.